# Ekaterina Lisunova
Ekaterina Andreevna Pantjulina, coniugata Lisunova (in russo Екатерина Андреевна Пантюлина-Лисунова?; Leopoli, 6 ottobre 1989), è una pallanuotista russa vincitrice di una medaglia di bronzo alle Olimpiadi di Rio de Janeiro 2016.

## Palmarès
- Giochi olimpici

Rio de Janeiro 2016: bronzo.
- Mondiali

Melbourne 2007: bronzo.
Roma 2009: bronzo.
Shanghai 2011: bronzo.
- Europei

Belgrado 2006: oro.
Malaga 2008: oro.
- Coppa del Mondo

Tientsin 2006: bronzo.
- World League

Cosenza 2006: bronzo.
Tenerife 2008: oro.
Pechino 2013: argento.
- Universiadi

Kazan' 2013: oro.